# Jayarashi Bhatta
Jayarashi Bhatta  (Sanskrit जयराशि भट्ट Jayarāśi Bhaṭṭa; * um 770; † um 830) war ein indischer Philosoph, der als Vertreter eines methodischen Skeptizismus gilt.

## Leben
Einzelheiten über das Leben Jayarashis sind nicht bekannt. Es wird vermutet, dass er im südlichen Indien lebte. Lediglich sein Werk Tattvopaplavasimha (Der Löwe der Auflösung aller Kategorien) wurde 1926 aufgefunden und 1940 veröffentlicht.
In der Forschung wird diskutiert, ob und inwieweit Jayarashi der materialistischen Schule des Charvaka / Lokata zuzurechnen ist. Dies war vor der Entdeckung des Tattvopaplavasimha die übliche Einschätzung und selbst die ersten Herausgeber des Textes rechneten ihn dieser Schule zu. Dagegen wurde eingewendet, dass es bei Jayarashi keine ausgearbeitete eigene Position gibt, sondern dass sein Werk vor allem Kritiken der bestehenden Traditionen enthält. Demnach habe er eine Position eines agnostischen Skeptizismus vertreten. Dagegen spricht, dass er als einzige positive Referenz an mehreren Stellen Verse von Brihaspati, dem rein materialistisch ausgerichteten Begründer der materialistischen Lokata-Schule zitiert und auch diese Schule in seinen Kritiken fehlt, während er alle anderen Schulen (i. e. Veden, Nyaya, Buddhismus und Jainismus) mit seinen Kritiken angreift.
Das Tattvopaplavasimha ist vor allem ein erkenntniskritisches Werk, das an die skeptische Philosophie David Humes erinnert. Wie die materialistischen Schulen lehnte Jayarashi die Existenz eines für sich existierenden Geistes ab. Als Skeptiker setzte er sich kritisch mit den in Indien allgemein anerkannten erkenntnistheoretischen Lehren über die Wahrnehmung, des induktiven Schlusses und der glaubwürdigen Mitteilung auseinander. Dabei ging er über die Materialisten hinaus, indem er auch die sensualistische Sinneswahrnehmung als Grundlage sicheren Wissens (pramana) ablehnte, weil die Sinne getäuscht werden können. Deshalb ist auch die Lehre der Materialisten von den Elementen, den vier Tattvas (Feuer, Erde, Wasser, Luft), deren Kombination alle körperlichen Gegenstände  ergibt, zwar entsprechend der Erfahrung, aber nicht sicher. Induktive Schlüsse  bieten ebenfalls keine sichere Erkenntnis. Ebenso wenig kann das Zeugnis Dritter als Garant des Wissens dienen, da dieses in gleicher Weise kein sicheres Fundament hat. Insgesamt sind für Jayarashi alle denkbaren Wissensquellen unsicher.
Jayarashi hat sich deshalb für einen unreflektierten Common sense als Leitprinzip der Lebenspraxis ausgesprochen. Darin eingeschlossen ist die Ablehnung eines Glaubens an eine übernatürliche Welt, an transzendente geistige Institutionen und jeden Götterglaubens. Weil es keine Seele (Atman) jenseits des irdischen Lebens gibt, kann es auch keine Seelenwanderung (Samsara), keine Tatvergeltung (Karma) und auch keine Erlösung (Moksha)  geben. Alle dies sind für Jayarashi Formen philosophischer und religiöser Spekulation. Rituelle Handlungen (Dharma) haben keinen Sinn. Das einzige, was in einem diesseitigen Leben bleibt, ist eine Orientierung an Wohlstand und persönlicher Lust. In dieser Ausrichtung ergeben sich Ähnlichkeiten zum Epikureismus.

## Werk
- Sukhlāljī  Saṁghavī, Rasiklāl C. Pārīkh (Hrsg.): Tattvopaplavasimha of Shri Jayarasi Bhatta. Edited with an introduction and indices. Gaekwad Oriental Series 87, Oriental Institute, Baroda 1940 (Nachdruck: Bauddha Bharati Series 20, Varanasi 1987). [Ausgabe des vollständigen Sanskrit Textes].
- Tattvopaplavasiṃhaḥ, hrsg. von Shuchita Mehta, ISBN 978-81-7110-365-2